# L'Automne du cœur
Pour plus de détails, voir Fiche technique et Distribution.
L'Automne du cœur est un film français réalisé par Léonce Perret, sorti en 1911.

## Fiche technique
- Titre : L'Automne du cœur
- Réalisation : Léonce Perret
- Scénario :
- Photographie :
- Montage :
- Producteur :
- Société de production : Société des Établissements L. Gaumont
- Société de distribution : Comptoir Ciné-Location
- Pays d'origine :  France
- Langue : film muet avec les intertitres en français
- Format : Noir et blanc — 35 mm — 1,33:1 — Muet
- Genre :
- Métrage : 235 mètres
- Durée : 8 minutes
- Date de sortie :
  - France : 5 mai 1911

## Distribution
- Léonce Perret : Vanesco
- Yvette Andréyor : Yvette
- Marie Dorly : la gouvernante de Vanesco